# روبرت بيرس الثالث
روبرت بيرس الثالث (بالإنجليزية: Robert Peirce)‏ هو محامي أمريكي، ولد في 23 مايو 1970.